# 파비안 니시에사
파비안 니시에사(스페인어: Fabian Nicieza, 1961년 12월 31일 ~ )는 아르헨티나 출신의 미국의 만화가이다. 롭 라이펠드와 함께 데드풀을 창조했다.